# Stazione di Rimini Torre Pedrera
Stazione di Rimini Torre Pedrera vasútállomás Olaszországban, Rimini településen.

## Vasútvonalak
Az állomást az alábbi vasútvonalak érintik:
- Ferrara–Rimini-vasútvonal

## Kapcsolódó állomások
A vasútállomáshoz az alábbi állomások vannak a legközelebb:
- Stazione di Igea Marina
- Stazione di Rimini Viserba